# The Saint in Manhattan
Pour les articles homonymes, voir Le Saint.
Pour plus de détails, voir Fiche technique et Distribution.
The Saint in Manhattan est un téléfilm policier américain réalisé par James Frawley, diffusé en 1987 à la télévision.

## Synopsis
Le Saint arrive de Londres à bord du Concorde et à New York se soustrait aux formalités de douane en s'esquivant. L'inspecteur Fernack l'attendait et trouve son siège passager vide dans l'avion. Simon Templar se rend à Manhattan et loue une chambre à l'hôtel Waldorf-Astoria. Il y arrive en Lamborghini Countach et est reconnu par le portier comme un familier des lieux.
Peu après, il est contacté par une ancienne amie, la grande danseuse de ballet Margot Katka, qui doit donner une représentation. Elle appelle le Saint à son secours car elle a reçu des menaces de mort. On a laissé dans sa loge une poupée à son effigie mutilée. Margot doit danser avec une tiare incrustée de diamants d'une valeur d'un million de dollars. À sa sortie de scène, la tiare a été remplacée par un faux. On trouve une carte de visite du Saint dans l'écrin et ce dernier est accusé du vol. On lui a tendu un piège et son vieil ennemi l'inspecteur Fernack est bien décidé cette-fois à le mettre sous les verrous.

## Fiche technique
- Titre original : The Saint in Manhattan
- Réalisation : James Frawley
- Scénario : Peter Gethers et David Handler, d'après le personnage créé par Leslie Charteris
- Direction artistique : Michael Molly
- Décors : Gretchen Rau
- Costumes : Jeff Ullman
- Photographie : William Wages
- Son : Gary Alper
- Montage : Lee Burch
- Musique : Mark Snow
- Producteurs exécutifs : Robert S.Baker, Dennis E.Doty
- Production : George Manasse et Roger Moore
- Société de production : D.L. Taffner Ltd
- Société de distribution : CBS
- Pays d’origine :  États-Unis
- Langue : anglais
- Format : Couleurs - 35 mm - 1.78:1 - Son Dolby numérique
- Genre : policier
- Durée : 60 minutes
- Dates de diffusion :

 États-Unis : 12 juin 1987

## Distribution
- Andrew Clarke : Simon Templar
- George Rose : Woods
- Kevin Tighe : Inspecteur John Fernack
- Christopher Marcantel : Joey
- Holland Taylor : Fran Grogan
- Caitlin Clarke : Lily Palmer/Jessica Daniels
- Liliana Komorowska : Margot Katka
- Raymond Serra : Carmine
- Robert LuPone : Jeffery Sinclair
- Peter Maloney : le réparateur
- Ben Vereen : Le pianiste du bar
- Michael Lombard (en) : Wally Grogan
- Kevin O'Rourke : Le détective
- Kelly Connell : Le liftier
- Brian Evers : Le barman
- Mick Muldoon : Le portier
- Elyse Knight : L'hôtesse
- Ellis Williams : Willy The Con
- Mary Lou Piccard : La réceptionniste
- Frank Ferrara : Goon
- Ray Iannicelli : Le vendeur du magasin de jouets
- James Frawley : Le compagnon de cellule
- Shelley Kirk : La cliente du magasin de jouet
- Theodore Theoharous : rôle sans nom
- Daphne Reid : dans son propre rôle (invitée)
- Tim Reid : dans son propre rôle (invité)

## Commentaires
Le téléfilm est à l'origine le pilote d'une  nouvelle série coproduite par le Royaume-Uni et les États-Unis mettant en scène Simon Templar. Le personnage est alors absent depuis 1979 et l'échec de la série Le Retour du Saint annulée au bout d'une saison  en raison des faibles audiences américaines, où le succès était essentiel pour la revente sur une chaine compte tenu des coûts de production (Tournage en décors naturels), mésaventure précédemment survenue avec Amicalement Vôtre, autre production de Robert S. Baker.
Si Le Saint (série télévisée) avait porté chance à Roger Moore qui malgré l'échec aux États-Unis d'Amicalement vôtre a pu rebondir avec la série des James Bond, son successeur Ian Ogilvy qui pouvait espérer devenir avec Simon Templar une vedette internationale, a vu sa carrière se poursuivre discrètement.
Le tournage a lieu en 1987. À l'origine, le titre était Le Saint à New York (The Saint in New York) en référence au roman de Leslie Charteris publié en 1935. L'entière série suivant le pilote devait s'intituler ainsi. Les droits du héros de Leslie Charteris sont acquis par Donald.L.Taffner. Robert S. Baker, qui depuis la fin de la série Le Retour du Saint avec Ian Ogilvy, veut redonner vie au personnage à la télévision, cherche un nouvel acteur. Il se heurte à la chaîne CBS qui veut une distribution américaine. La société Taffner souhaitait un comédien anglais pour jouer le rôle titre  et voulait à un tel point le comédien Anthony Andrews qu'ils le firent venir à New York pour envisager son recrutement et en discuter. Mais la chaîne américaine avait vu une vidéocassette montrant le comédien australien Andrew Clarke qui avait un physique avantageux et voulurent à tout prix l'engager, en dépit du fait qu'il ressemblait à Tom Selleck. Par courtoisie envers les producteurs de la compagnie Taffner, ils acceptèrent de faire des tests avec plusieurs comédiens anglais, mais leur choix était arrêté sur Andrew Clarke.
Pour Robert S. Baker, ainsi qu'il l'explique dans le livre de Burl Barer The Saint, A complete history in Print, Radio, Film and Television, 1928-1992, étant donné le script envisagé et le fait de donner à un australien le rôle principal, le projet n'allait pas marcher. Au lieu d'une diffusion immédiate américaine, CBS préféra une projection test en Australie. Par ailleurs, le scénario du pilote proposait des similitudes maladroites avec le 24e épisode de la cinquième saison du Saint avec Roger Moore "Copies Conformes" ("A double in diamonds").
Dans une des premières scènes, Simon Templar arrive dans le même hôtel que Louis Hayward dans le film de 1938 "The Saint in New York". Le portier lui dit : "Content de vous revoir, monsieur. Vous avez changé". Templar répond : "En mieux, j'espère". C'est un clin d'oeil au film de 1938. Louis Hayward était petit et coiffé d'un chapeau. Clarke est grand et moustachu.
La diffusion de la série devait commencer en septembre 1987 aux États-Unis et début 1988 en Australie. Elle permettait, aux côtés de Simon Templar joué par Andrew Clarke, de retrouver un personnage de Leslie Charteris, l'inspecteur John Henry Fernack, qui intervient dans les romans dont l'action se situe à New York en tant qu'alter-ego du londonien Inspecteur Teal. Fernack apparaît dans deux épisodes de la première saison de la série avec Roger Moore Le Saint (série télévisée) sous les traits du comédien anglais Alan Gifford. Le réalisateur de réputation internationale Karl Krogstad , grand ami de Kevin Tighe, engagé pour interpréter l'inspecteur Fernack  avait été sollicité par les producteurs pour réaliser le pilote.
Karl Krogstad trouva que le scénario était le plus mauvais qu'il avait jamais lu et prit ses distances avec la production. C'est James Frawley qui le remplaça. Robert S. Baker se souvient que l'épisode suivant le pilote, écrit par John Goldsmith (qui écrira ensuite deux épisodes avec Simon Dutton : "OPA sauvage" et "Faux numéro") s'intitulait The Saint Steps Out. Il ne fut jamais tourné même lorsque Simon Dutton reprit le rôle.
Le pilote mis en boîte, CBS n'annonça aucune programmation de la série. L'épisode d'une durée d'une heure a été diffusé le 12 juin 1987 dans l'anthologie CBS Summer Playhouse qui programmait des pilotes de séries non vendus durant l'été. D'ailleurs, la semaine suivante, le 19 juin 1987 fut diffusé le pilote de Kung Fu : The Next Generation avec Brandon Lee, tentative avortée de suite de la série des années 70 avec David Carradine sur un descendant contemporain du héros Kwai Chang Caine.
Avant la diffusion du téléfilm, le journal Sydney Sunday Telegraph dans son édition du 15 mars 1987 se montre imprudemment optimiste, écrivant que la nouvelle série du Saint pourrait bien faire d'Andrew Clarke une star aussi importante que Tom Selleck dans Magnum.
Si le téléfilm The Saint in Manhattan a le mérite d'exister, l'annulation de la série avec Andrew Clarke ne décourage pas Robert S. Baker qui repart en quête d'un nouvel acteur. Après avoir auditionné 250 candidats, il sélectionne l'anglais Simon Dutton et le présente à la presse mondiale le 24 avril 1989. Cette-fois, la série sera tournée en coproduction avec la France M6, la télévision canadienne, London Weekend Television, Taffner Ramsay Productions, The Australian Television Network, Toro Films, GMBH.
Si la télévision américaine diffusera sur ses chaînes régionales (en syndication) la série qu'elle achètera, elle n'aura participé, au niveau production, qu'au pilote avec Andrew Clarke.

## Anecdotes
Anthony Clarke un an avant The Saint in Manhattan avait manqué de peu le rôle de James Bond 007 dans Tuer n'est pas jouer (film, 1987) (Timothy Dalton fut choisi). Il avait refusé un contrat de dix ans avec Albert R. Broccoli, trouvant l'engagement trop long. Pour le Saint, il signa un contrat de cinq ans, selon lui préférable. Roger Moore qui coproduisait le téléfilm déclara qu'il n'était que 'trop heureux de remettre son auréole à Andrew". Le comédien marchait dans ses pas puisqu'il avait failli être James Bond et devenait le Saint.
Jouant un Simon Templar moustachu, Robert S. Baker estimait qu'il ressemblait plus à Tom Selleck dans Magnum (série télévisée), et à Lee Horsley dans Matt Houston (série télévisée) qu'à l'anglais Simon Templar, mais que c'était recherché par le public américain. Clarke plaisait tout particulièrement au public féminin lors des projections test.
Le pilote d'une série du Saint qui reste sans suite est un fait qui s'est produit depuis en 2017 dans la version avec Adam Rayner, destinée au départ à être une nouvelle série du The Saint (téléfilm) et non un téléfilm.
A la suite des problèmes de production, choix d'acteur, pilote diffusé dans une anthologie américaine, The Saint in Manhattan n'a jamais été diffusé au Royaume-Uni.
Le roman de Leslie Charteris Le Saint à New York étant un thriller très violent, qui aurait dérouté les téléspectateurs habitués à Roger Moore et Ian Ogivly, seul le titre du livre devait au départ être utilisé, finalement on pencha pour The Saint in Manhattan dont le scénario a des similitudes avec un épisode du Saint avec Roger Moore : "Copies Conformes".
Recruté à la suite du désistement de Karl Krogstad, James Frawley tient un petit rôle dans le téléfilm, celui d'un compagnon de cellule de Simon Templar.
Contrairement aux séries avec Roger Moore, Ian Ogilvy et Simon Dutton, Leslie Charteris ne fut pas consulté pour The Saint in Manhattan. Il ne s'est exprimé qu'une seule fois à ce sujet, en 1988, dans une lettre à son ancien collaborateur Peter Blossom. Il est ironique et amer. "Le Saint à la télévision est toujours vacillant. L'année dernière, un américain a fait un téléfilm pour CBS en engageant, croyez-le ou non, un acteur australien dont j'ai oublié le nom, ce n'est pas Paul Hogan, mais qui ressemble plutôt à Tom Selleck. Cela n'a pas été diffusé ici, je ne l'ai pas vu, et ils n'ont pas eu la délicatesse de m'envoyer une vidéo. Je crois que le scénario était faible et il n'a pas reçu de bonnes critiques mais ils continuent de me payer les droits pour faire encore la même chose".